# Pengambaten
Pengambaten is een bestuurslaag in het regentschap Karo van de provincie Noord-Sumatra, Indonesië. Pengambaten telt 2279 inwoners (volkstelling 2010).